# Bozkır, Ortaköy
Bozkır là một thị trấn thuộc huyện Ortaköy, tỉnh Aksaray, Thổ Nhĩ Kỳ. Dân số thời điểm năm 2010 là 1.201 người.